# Ventino (álbum)
Ventino es el álbum de estudio homónimo de la agrupación colombiana Ventino. Fue lanzado mundialmente el 17 de agosto de 2018 por el sello Sony Music Entertainment. El álbum fue producido por Mauricio Rengifo (Dandee), del dúo Cali y El Dandee, Andrés Torres, Santiago Deluchi, Felipe Gónzalez, Germán Duque, Johan Esteban Espinoza, Andrés David Restrepo, ICON y Luis Miguel Pardo Villa, siendo las canciones escritas por las integrantes de la agrupación.

## Listado de canciones
| N.º | Título                          | Duración |  |
| 1.  | «Me Equivoqué»                  | 03:43    |  |
| 2.  | «Y No»                          | 03:34    |  |
| 3.  | «Volverte a Oír»                | 03:42    |  |
| 4.  | «La Vida Sin Ti»                | 03:51    |  |
| 5.  | «Duele» (Gemeliers con Ventino) | 03:39    |  |
| 6.  | «Apaga Y Vámonos»               | 03:28    |  |
| 7.  | «Que Hubiera Sido»              | 03:09    |  |
| 8.  | «Si Decides (Baby)»             | 03:08    |  |
| 9.  | «Veneno»                        | 03:01    |  |
| 10. | «No Volverá»                    | 03:27    |  |
| 11. | «Fantasma»                      | 02:59    |  |